# Ospedale Molinette
L'ospedale Molinette, ufficialmente denominato ospedale San Giovanni Battista, è parte dell'AOU Città della Salute e della Scienza, ed è la struttura ospedaliera più grande del Piemonte, e rappresenta il quarto ospedale pubblico per ordine di grandezza in Italia dopo il policlinico Sant'Orsola-Malpighi di Bologna, il policlinico Umberto I di Roma e l'ospedale Niguarda di Milano.
Il complesso ospedaliero Molinette - San Lazzaro è suddiviso in 13 padiglioni.

## Descrizione
Al suo interno ha reparti di eccellenza, il più famoso dei quali è il Centro trapianti di fegato del reparto di chirurgia generale, condotto per i primi 27 anni dal professor Mauro Salizzoni.
Inaugurato nel 1935 dal re Vittorio Emanuele III, venne all'epoca concepito come "cittadella" della salute pubblica. Deve il nome al patrono della città, San Giovanni Battista; il soprannome al fatto che sorge vicino al Po in una zona (le “Molinette”) dove un tempo erano presenti dei mulini.
Subì ingenti danni durante i bombardamenti alleati della seconda guerra mondiale a motivo della sua vicinanza con gli stabilimenti Fiat Lingotto e con la principale linea ferroviaria della città.
Oggi il complesso appare composto da decine di padiglioni collegati l'uno all'altro da camminamenti coperti e tunnel sotterranei. Dalla sua fondazione, decine di ampliamenti hanno aggiunto alle strutture livelli supplementari in altezza, nuovi magazzini e nuove aree. Questa notevole stratificazione architettonica e strutturale ha stravolto l'equilibrio progettuale del complesso originario, ideato con molte aree verdi e con uno stile architettonico comune.
Fino al 2012 era in forza all'Azienda Ospedaliero-Universitaria San Giovanni Battista. Da quell'anno, è entrato a far parte della neonata Azienda Ospedaliero-Universitaria Città della Salute e della Scienza, il distretto ospedaliero più imponente di Torino; dal 1º luglio 2012 le tre aziende ospedaliere del San Giovanni Battista, dell'ospedale infantile Regina Margherita/Sant'Anna e del CTO sono infatti riunite in un'unica azienda ospedaliera.

## Premi e riconoscimenti
Nella World's Best Hospital, classifica annuale dei migliori ospedali del mondo stilata da Newsweek, è risultato il tredicesimo ospedale in Italia e il 219° fra i 2.400 ospedali di 30 Paesi monitorati nell'analisi, nonché l'ultimo ospedale italiano a posizionarsi entro i primi 250.